# Hoàng Trang
Hoàng Trang (1938–2011) là một nhạc sĩ nhạc vàng tại Việt Nam Cộng hòa trước năm 1975. Tên tuổi của ông gắn liền với những ca khúc Nếu đời không có anh, Không bao giờ quên anh, Ước nguyện đầu xuân.

## Cuộc đời
Hoàng Trang tên thật là Trần Văn Phát, sinh năm 1938 tại làng Thanh Tân, quận Mỏ Cày, tỉnh Kiến Hòa (nay là xã Thanh Tân, huyện Mỏ Cày Bắc, tỉnh Bến Tre). Nghệ danh Hoàng Trang (hoa trang vàng) là do lúc nhỏ ông sống ở quê nội nơi chợ Mới (huyện Gò Công Đông, tỉnh Tiền Giang), hình ảnh hoa trang vàng đã đi vào tâm thức nên sau này ông đã lấy hoa trang vàng đặt làm nghệ danh. Ông còn có các bút danh khác như: Triết Giang, Trần Nguyên Thụy, Thiên Tường, Hồng Đạt. Ông cùng thế hệ với các nhạc sĩ như Mặc Thế Nhân, Thanh Sơn, Trần Thiện Thanh, Trúc Phương, Anh Việt Thu.
Năm 1965, nhạc sĩ Hoàng Trang lập gia đình với con gái thứ hai của ông Nguyễn Tất Oanh chủ hãng đĩa Sóng Nhạc Asia. Đến nay, ông đã có 4 người con, 3 trai 1 gái (người con trai đầu đã mất).
Do lâm trọng bệnh, ông đã qua đời ngày 18 tháng 8 năm 2011 tại tư gia ở Thành phố Hồ Chí Minh và được an táng tại nghĩa trang công viên Bình Dương.

## Sự nghiệp sáng tác

Bìa ca khúc "Nếu đời không có anh"

Tài năng âm nhạc của nhạc sĩ Hoàng Trang là do ông mày mò, kiên nhẫn tự học, không qua trường lớp hoặc người thầy nào. Sự nghiệp sáng tác của ông có khoảng 100 ca khúc, được viết từ năm 1963 với bài Nửa Đêm Đợi chờ cho đến sau năm 1975, trong đó một số bài được công chúng đặc biệt yêu thích như Không Bao Giờ Quên Anh (1964), Kể Chuyện Trong Đêm (1966), Ước Nguyện Đầu Xuân (1967), Nếu Đời Không Có Anh, Tâm Sự Với Anh,...
Ông sáng tác Không Bao Giờ Quên Anh năm 26 tuổi, viết trong tâm trạng của người đang yêu, đồng thời đúc kết kinh nghiệm từ những cuộc tình tan vỡ, lỡ làng nhưng đẹp và lãng mạn... từ những người khác. Tình khúc Không Bao Giờ Quên Anh vừa ra đời đã được hãng Dĩa Hát Việt Nam mua, ca sĩ đầu tiên thể hiện là Phương Dung, sau đó đến ca sĩ Hương Lan và Giao Linh.

## Thông tin khác
Nhạc sĩ Hoàng Trang than thở: "Gần đây, ở một số nhà hàng Hát với nhau thường xuất hiện một người đàn ông khoảng 70 tuổi, ốm, cao nói giọng Huế luôn "nổ" mình là... nhạc sĩ Hoàng Trang!" 
Theo nhạc sĩ Hàn Châu chia sẻ thì nghệ danh Hàn Châu do nhạc sĩ Hoàng Trang đặt cho ông khi cả hai viết chung ca khúc Ngỏ Hồn Qua Đêm (ký tên Triết Giang – Hàn Châu).

## Tác phẩm
Danh sách này không đầy đủ, bạn cũng có thể giúp mở rộng danh sách.

### Sáng tác riêng
- Anh không bao giờ biết tôi
- Anh vẫn còn cô đơn
- Ăn năn (1970)[a]
- Chiều tím nghĩa trang (1965)
- Chuyện tình yêu
- Chùm gửi
- Căn phần (Hồng Đạt)
- Dư ảnh tình yêu
- Đêm ru điệu nhớ (Hoàng Trang & Triết Giang, 1967)
- Đêm thánh buồn (Hồng Đạt)
- Đối diện đêm đen
- Giá lạnh
- Giọt sầu trong mắt ai
- Hình ảnh người đi (1963)
- Hình ảnh người yêu
- Hoa tím Bằng Lăng (Triết Giang, 1969)
- Hứa thương anh
- Không bao giờ quên anh (1964)
- Khổ qua (1969)
- Kể chuyện trong đêm (1966)
- Kỷ niệm sinh nhật anh
- Lời cuối cho nhau
- Mang theo trái tim
- Màu hoa bí (Triết Giang, 1967)
- Màu hoa sắc máu (Triết Giang)
- Mùa sầu riêng (1969)
- Mùa ta không có nhau
- Mùa trâm
- Mùa xuân và con chim én (1967)
- Mộng cưới em
- Ngõ hẹp mang tên anh
- Người nhớ thương không
- Ngủ đi kỷ niệm
- Nhặt từng dấu tình
- Như cánh Ô môi
- Nhớ người thương không
- Nói với người yêu
- Nếu đời không có anh (1964)
- Nếu đời không có em (1965)
- Nỗi buồn trái tim
- Nỗi buồn tuổi trẻ
- Nửa vòng tay chờ đợi
- Nửa đêm thương nhớ
- Nửa đêm đợi chờ (1963)
- Nửa đường tình yêu
- Phiên buồn tháng tư
- Rừng thương
- Sao mình vẫn buồn?
- Sau đêm chiến trận
- Tâm sự với anh (1972)
- Tận cùng nỗi nhớ
- Thương nhớ
- Tình ngủ trong đêm
- Trên đỉnh chia ly
- Ước nguyện đầu xuân (1968)[b]
- Vạn thọ
- Vùng không tên
- Xuân yêu

### Sáng tác chung vớiNgọc Sơn
- Chiều về khu chiến (Thiên Tường & Tú Nguyệt)
- Đêm trăng miền thơ ấu (Triết Giang & Ngọc Sơn)
- Điệu trầm tháng tám
- Đường bay mùa ly loạn (Thiên Tường & Tú Nguyệt)
- Hái lộc đầu năm (Triết Giang & Ngọc Sơn, 1968)
- Giọt buồn quê hương
- Không xa nhau (Hồng Đạt & Tú Nguyệt)
- Kể từ đêm đó (1968)
- Lời 20 (Thiên Tường & Tú Nguyệt)
- Lời nguyền son sắt (Triết Giang & Ngọc Sơn)
- Màu hoa thương nhớ (Tú Nguyệt & Thiên Tường)
- Mặt trời đêm (Triết Giang & Tú Nguyệt)
- Mộng bình thường (Triết Giang & Ngọc Sơn)
- Mộng chinh nhân (Tú Nguyệt & Thiên Tường)
- Người mang mộng ước (1967)
- Người yêu và sắc áo (Ngọc Sơn & Hồng Đạt)[c]
- Tơ duyên
- Trái cấm (Hoàng Trang & Triết Giang, 1969)

### Sáng tác chung vớiHàn Châu
- Ngỏ hồn qua đêm (Triết Giang & Hàn Châu, 1966)
- Niềm suy tư (Triết Giang & Hàn Châu, 1966)

### Sáng tác chung với những nhạc sĩ khác
- Anh đi giữa mùa chinh chiến (với Thương Thương Hồng)
- Bão biển (Triết Giang & Dzoãn Bình)
- Cung buồn tháng hạ (với Thanh Sơn)
- Đừng quên chuyện chúng mình (với Ngọc Chiêu, 1966)
- Khoảng trống tâm hồn (với Tự Hùng)